# 2012年ロンドンオリンピックのウクライナ選手団
2012年ロンドンオリンピックのウクライナ選手団（2012ねんロンドンオリンピックのウクライナせんしゅだん）は、2012年7月27日から8月12日にかけてイギリスの首都ロンドンで開催された2012年ロンドンオリンピックのウクライナ選手団、およびその競技結果。

## 概要
今大会は金メダル5個、銀メダル4個、銅メダル10個の合計19個のメダルを獲得した。
ウエイトリフティング男子105kg級でオレクシー・トロフティが金メダル、女子58kg級ではユリア・カリナが銅メダルを獲得したが、2018年の再検査で陽性反応となりメダルを剥奪された。

## メダル
| メダル | 選手名                                                                                    | 競技                 | 種目                     |
| ------ | ----------------------------------------------------------------------------------------- | -------------------- | ------------------------ |
| 金     | カタリナ・タラセンコ ナタリヤ・ドフゴドコ アナスタシア・コジェンコワ ヤナ・デメンティエワ | ボート               | 女子クオドルプルスカル   |
| 金     | ワシル・ロマチェンコ                                                                      | ボクシング           | 男子ライト級             |
| 金     | オレクサンドル・ウシク                                                                    | ボクシング           | 男子ヘビー級             |
| 金     | ヤナ・シェミャキナ                                                                        | フェンシング         | 女子エペ個人             |
| 金     | イウリ・チェバン                                                                          | カヌー               | 男子スプリントC-1 200m   |
| 銀     | デニス・ベリンチク                                                                        | ボクシング           | 男子ライトウェルター級   |
| 銀     | バレリ・アンドリツェフ                                                                    | レスリング           | 男子フリースタイル96kg級 |
| 銀     | イナ・オシペンコ＝ラドムスカ                                                              | カヌー               | 女子スプリントK-1 200m   |
| 銀     | イナ・オシペンコ＝ラドムスカ                                                              | カヌー               | 女子スプリントK-1 500m   |
| 銅     | オレシャ・ポフ フリスティナ・ストゥイ マリヤ・リエミエン エリザベタ・ブリズギナ           | 陸上                 | 女子4×100mリレー         |
| 銅     | アリーナ・ログビネンコ オリハ・ゼムリャク ハンナ・リシコヴァ ナタリア・パイハイダ         | 陸上                 | 女子4×400mリレー         |
| 銅     | オリガ・サラドゥハ                                                                        | 陸上                 | 女子三段跳               |
| 銅     | タラス・シェレステュク                                                                    | ボクシング           | 男子ウェルター級         |
| 銅     | オレクサンドル・グウォジク                                                                | ボクシング           | 男子ライトヘビー級       |
| 銅     | イーゴリ・ラディビロフ                                                                    | 体操                 | 男子跳馬                 |
| 銅     | ユリア・パラトワ                                                                          | ウエイトリフティング | 女子53kg級               |
| 銅     | オリガ・ハルラン                                                                          | フェンシング         | 女子サーブル個人         |
| 銅     | オレーナ・コステビッチ                                                                    | 射撃                 | 女子10mエアピストル      |
| 銅     | オレーナ・コステビッチ                                                                    | 射撃                 | 女子25mエアピストル      |
| 剥奪   | オレクシー・トロフティ                                                                    | ウエイトリフティング | 男子105kg級              |
| 剥奪   | ユリア・カリナ                                                                            | ウエイトリフティング | 女子58kg級               |